# Жабковский сельский совет (Лохвицкий район)
Жабковский сельский совет (укр. Жабківська сільська рада) — входит в состав
Лохвицкого района
Полтавской области
Украины.
Административный центр сельского совета находится в 
с. Жабки.

## История
- 1918 — дата образования.
- 2016 — переименован в Жабковский сельский совет.

## Населённые пункты совета
- с. Жабки
- с. Новое